# Henriette van Nassau-Zuylestein

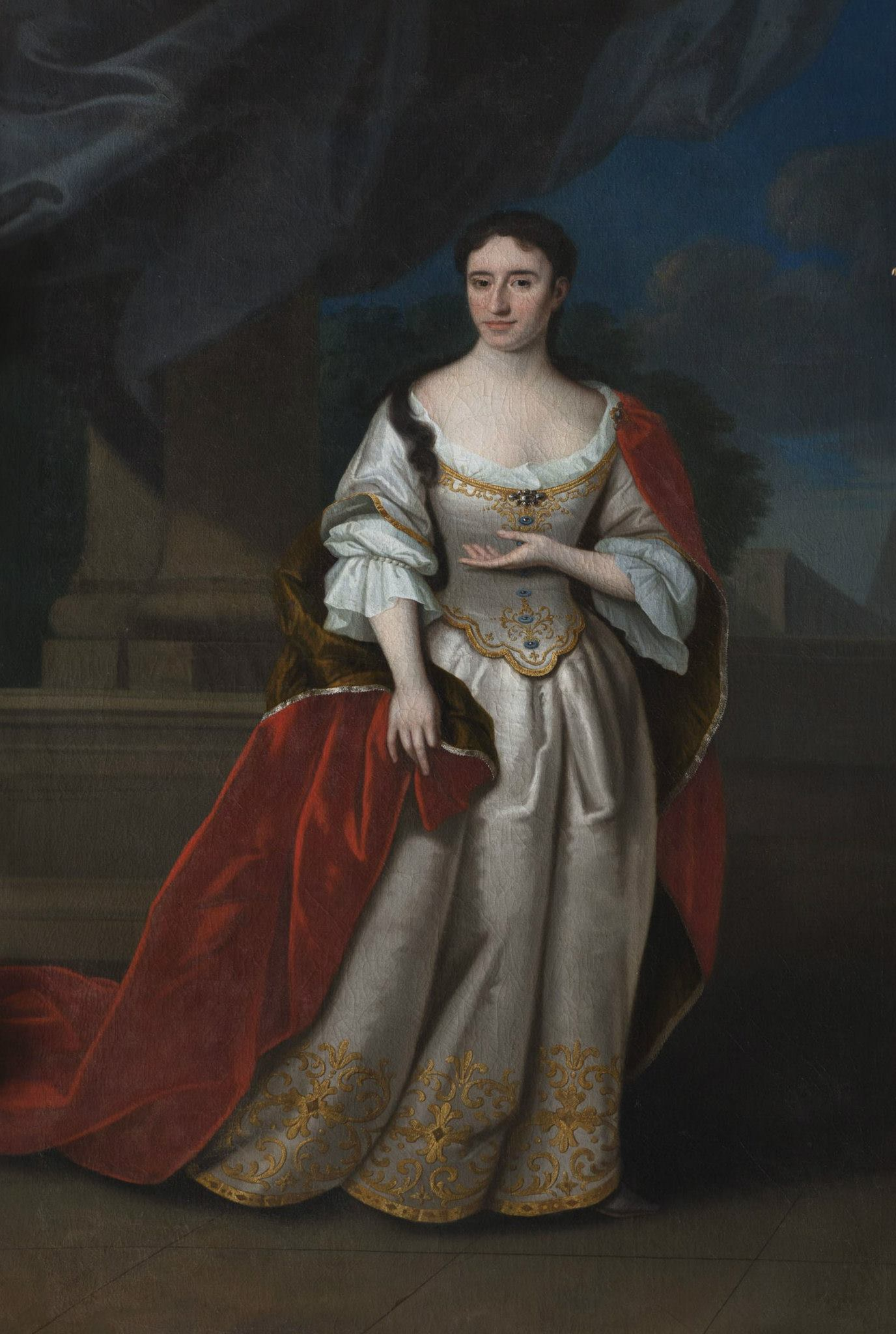
Henriette van Nassau-Zuylestein (1688-1759) door Johan George Colasius

Henriette van Nassau-Zuylestein (ged. Den Haag, 22 december 1688 – Utrecht, 24 juli 1759) was kasteelvrouwe van Kasteel Amerongen. Zij richtte Kasteel Amerongen in de achttiende eeuw opnieuw in, naar de eisen van die tijd.

## Biografie
Henriette van Nassau-Zuylestein werd geboren als dochter van William Nassau de Zuylestein (1649-1708) en Jane Wroth (1659–1703).
Zij trouwde op 2 maart 1715 op Kasteel Zuylestein met Frederik Christiaan van Reede (Utrecht, 20 oktober 1668 – Sluis, 15 augustus 1719), baron van Reede, 2e graaf van Athlone, baron van Agrim, vrijheer van Amerongen, heer van Ginkel, Elst, Lievendaal en Middachten. Hij was een zoon van Godard van Reede en Ursula Philippota van Raesfelt. Van Reede overleed reeds na vier jaar huwelijk, zijn weduwe bleef achter met drie jonge kinderen en ging op Kasteel Amerongen wonen.
Van Nassau-Zuylestein was een vriendin van Maria Louise van Hessen-Kassel. Brieven die Maria Louise aan haar schreef bevinden zich in Het Utrechts Archief.

## Kinderen
Uit haar huwelijk met Frederik Christiaan van Reede van Amerongen werden drie kinderen geboren:
- Godard Adriaan van Reede (1716-1736), 3e graaf van Athlone
- Frederik Willem van Reede (1717-1747), 4e graaf van Athlone
- Ursula Christina Reinera van Reede van Amerongen (1719-1747). Zij trouwde in 1739 met Jan Maximiliaan van Tuyll van Serooskerken (1710-1762).